# Перелески (Костанайская область)
Перелески (каз. Перелески) — село в Денисовском районе Костанайской области Казахстана. Административный центр и единственный населённый пункт сельского округа Перелески. Находится примерно в 25 км к северо-востоку от районного центра, села Денисовка. Код КАТО — 394055100.

## Население
В 1999 году население села составляло 1996 человек (990 мужчин и 1006 женщин). По данным переписи 2009 года, в селе проживало 1706 человек (849 мужчин и 857 женщин).